# Міхалін (Александровський повіт)
Міхалін (пол. Michalin) — село в Польщі, у гміні Ваґанець Александровського повіту Куявсько-Поморського воєводства.
Населення — 111 осіб (2011).
У 1975-1998 роках село належало до Влоцлавського воєводства.

## Демографія
Демографічна структура станом на 31 березня 2011 року:
|          | Загалом | Допрацездатний вік | Працездатний вік | Постпрацездатний вік |
| -------- | ------- | ------------------ | ---------------- | -------------------- |
| Чоловіки | 53      | 13                 | 38               | 2                    |
| Жінки    | 58      | 12                 | 37               | 9                    |
| Разом    | 111     | 25                 | 75               | 11                   |